# Brasiliorchis schunkeana
A Brasiliorchis schunkeana ou Maxillaria schunkeana  é uma orquidácea ornamental nativa do estado do Espirito Santo, Brasil. Por apresentar flores com pétalas bastante escuras recebe popularmente o nome de  orquídea-negra.

## Distribuição Geográfica
Em meio natural, a Brasiliorchis schunkeana consiste em uma espécie endêmica que ocupa segmentos da Mata Atlântica, localizados em  altitudes entre 600 a 700 metros, abrangendo unicamente o estado brasileiro do Espírito Santo.
Em função de seu habitat restrito, trata-se de uma orquídea muito impactada pela fragmentação e degradação destes setores da Mata Atlântica. Entretanto, devido à singularidade da coloração de suas flores, a espécie tem sido cada vez mais cultivada com finalidades ornamentais, ganhando disseminação em caráter global.
O epiteto específico "schunkeana", presente em seu nome binomial é referente à uma homenagem ao orquidófilo capixaba Vital Schunk.

## Cultivo
Essa espécie é epífita e apresenta preferência por locais sombreados e com elevados teores de umidade, mas sem a presença de água estagnada por muito tempo em suas raízes. 
Uma das formas mais indicadas para cultivo é realizar o plantio em vasos de barro com furos nas laterais, com o fundo preenchido por pedras ou cacos de telhas em abundância, com objetivo de proporcionar rápida drenagem do excesso de água.
O substrato normalmente adotado é uma mistura de casca de pinus e pedaços de carvão vegetal, podendo ser acrescentado fibra de coco e musgo esfagno quando disposta em locais com maior incidência de ventos, para manutenção dos níveis de umidade adequados.
Esta planta aprecia regas frequentes, mas deve ser tomado o cuidado de evitar encharcamento excessivo do substrato.  Em oposição à maioria das orquídeas, seu substrato deve ser mantido preferencialmente permanentemente umedecido.

## Floração
As flores da Brasiliorchis schunkeana apresentam cores escurecidas, visualmente muito próximas ao preto. Mas, na verdade, trata-se de pétalas de coloração púrpura em tonalidades muito escuras.
Sua floração tende a ocorrer no período do outono. As flores são de pequeno porte, medindo entre 1 a 3 centímetros de diâmetro, perdurando por até 20 dias. Contudo, o surgimento de flores pode se repetir por diversas vezes ao longo do ano, caso a planta se encontre sob condições favoráveis de luminosidade, temperatura e umidade.